# 25 lire
La banconota da 25 lire è  stata una delle banconote della lira italiana. 

## Banca Nazionale nel Regno d'Italia
La Banca Nazionale nel Regno d'Italia emise 2 serie di banconote da 25 lire. La prima fu stampata fra il 1866 e il 1868, su carta rosacea, con indicazioni di ente emettitore, convertibilità, valore nominale e contrassegni dell'autorità sulla parte centrale incorniciati. La seconda serie invece fu emessa fra il 1883 e il 1892.

## Regno d'Italia
Nel 1895 furono emessi i primi Biglietti di Stato da 25 lire, di colore rosa-giallino ed azzurro. Nel 1902 seguì la seconda serie con l'effigie di Vittorio Emanuele III.
Nel 1923 fu emessa la terza ed ultima serie di Biglietti di Stato con questo taglio riprendendo lo stesso disegno delle banconote della Banca d'Italia, con la dovuta sostituzione del nome dell'ente di emissione.

## Banca d'Italia
La Banca d'Italia stampò una sola serie di biglietti da 25 lire dal 1918 al 1923.